# Championnat d'Europe de courses de camions 2011
Pour les articles homonymes, voir CECC.
Navigation
2010 2012
Le championnat européen de course de camions 2011 est la 27e édition du championnat d'Europe de courses de camions. Il comporte dix Grands Prix, commence le 23 avril 2011 à Donington en Grande-Bretagne et s'achève le 9 octobre 2012 au Mans en France.

## Grand Prix de la saison 2011
| N° | Date          | Grand Prix                | Circuit          | Vainqueur Course 1 | Vainqueur Course 2 | Vainqueur Course 3 | Vainqueur Course 4   | Pole Position Course 1 | Pole Position Course 3 |
| -- | ------------- | ------------------------- | ---------------- | ------------------ | ------------------ | ------------------ | -------------------- | ---------------------- | ---------------------- |
| 1  | 23.04 – 24.04 | Grand Prix de Donington   | Donington        | Markus Oestreich   | Antonio Albacete   | Markus Oestreich   | Jochen Hahn          | Markus Oestreich       | Markus Oestreich       |
| 2  | 21.05 – 22.05 | Grand Prix de Misano      | Misano Adriatico | Jochen Hahn        | Jochen Hahn        | Jochen Hahn        | Jochen Hahn          | Jochen Hahn            | Jochen Hahn            |
| 3  | 04.06 – 05.06 | Grand Prix d'Albacete     | Albacete         | Jochen Hahn        | Alexander Lvov     | Jochen Hahn        | Jochen Hahn          | Jochen Hahn            | Jochen Hahn            |
| 4  | 18.06 – 19.06 | Grand Prix de Nogaro      | Nogaro           | Jochen Hahn        | David Vršecký      | Jochen Hahn        | Javier Mariezcurrena | Jochen Hahn            | Jochen Hahn            |
| 5  | 09.07 – 10.07 | Grand Prix du Nürburgring | Nürburg          | Jochen Hahn        | Antonio Albacete   | Antonio Albacete   | David Vršecký        | Jochen Hahn            | Uwe Nittel             |
| 6  | 30.07 – 31.07 | Grand Prix de Smolensk    | Smolensk         | Antonio Albacete   | Markus Oestreich   | Jochen Hahn        | Adam Lacko (en)      | Antonio Albacete       | Markus Bösiger         |
| 7  | 27.08 – 28.08 | Grand Prix de Most        | Most             | Adam Lacko (en)    | David Vršecký      | Markus Bösiger     | Alexander Lvov       | Adam Lacko (en)        | Markus Bösiger         |
| 8  | 17.09 – 18.09 | Grand Prix de Zolder      | Zolder           | Antonio Albacete   | Markus Oestreich   | Antonio Albacete   | Adam Lacko (en)      | Adam Lacko (en)        | Markus Oestreich       |
| 9  | 01.10 – 02.10 | Grand Prix de Jarama      | Jarama           | Markus Bösiger     | Antonio Albacete   | Antonio Albacete   | Norbert Kiss         | Markus Bösiger         | David Vršecký          |
| 10 | 08.10 – 09.10 | Grand Prix du Mans        | Le Mans          | David Vršecký      | Adam Lacko (en)    | Markus Oestreich   | Markus Oestreich     | Adam Lacko (en)        | David Vršecký          |